# Israels attacker mot Iran i juni 2025
Israels attacker mot Iran i juni 2025, även benämnt Israel-Iran-kriget eller tolvdagarskriget, var ett angrepp mot mål i olika områden i Iran i ett försök att förhindra landets kärnenergiutveckling. Israel motiverade anfallet som självförsvar inför ett existentiellt och nära förestående atomvapenhot.
Iran besvarade anfallet med drönare och ballistiska missiler mot flera platser i Israel.
Den 22 juni gick USA med i konflikten genom att bomba tre kärnanläggningar i Iran. Det primära målet var Irans underjordiska anläggning för urananrikning i Fordo, där Iran troddes förvara sitt anrikat uran, som bombades med djuppenetrerande bomber. Iran svarade genom att avfyra missiler mot en amerikansk militärbas i Qatar, som hade tömts på personal och flygplan efter Irans förvarning om attackerna.
Huthirebellerna i Jemen avfyrade flera robotar mot Israel som stöd för Iran. 
Efter påtryckningar från USA:s sida trädde en vapenvila i kraft mellan länderna den 25 juni.
Angreppet började morgonen den 13 juni och Israels kodnamn var Operation Rising Lion. Attackerna riktade sig mot bostäder för högre iranska tjänstemän, kärnenergianläggningar och militärbaser i Iran. Även huvudstaden Teheran utsattes för flyganfall. Bombningarna fortsatte i tolv dagar till 24 juni och orsakade skador på viktiga kärntekniska anläggningar, Irans högsta militära ledning blev eliminerad och högt uppsatta militärer och flera kärnfysiker blev dödade. 
Internationella experter bedömer inte att det orsakats några avgörande skador. Om det skulle vara så att Iran vill ta fram ett atomvapen bedöms en sådan plan nu ha sinkats med upp emot ett år.

## Bakgrund
Indirekta förhandlingar om ett nytt kärnenergiavtal mellan USA och Iran inleddes i april 2025. Samtalen om ett nytt avtal stannade dock upp och USA:s president Donald Trump varnade att en ”enorm konflikt” riskerade att bryta ut som följd. I böran av juni slog IAEA fast att Iran för första gången på 20 år inte följde sina åtaganden enligt icke-spridningsavtalet. Som svar gav Iran besked om att en tredje kärnenergianläggning skulle tas i bruk, med mer moderna centrifuger.

## Dödsoffer
Den 22 juni rapporterade HRANA att attackerna mot Iran lett till att 865 har dödats och omkring 3 396 har skadat. Irans hälsodepartement uppskattade att över 2 500 personer skadats i samband med striderna. IDF meddelade att sex högt uppsatta iranska militära befälhavare har dödats.
Den 16 juni rapporterades dödssiffran i Israel vara åtta, och omkring 100 personer skadades. CNN rapporterade samma dag att 24 personer hade dödats och 592 hade skadats (varav 10 allvarligt) i Israel.
Befälhavaren för den iranska militäroganisationen Islamiska revolutionsgardet Hossein Salami och stabschefen för Irans väpnade styrkor Mohammad Bagheri dödades. Kärnfysikerna Mohammad Mehdi Tehranchi och Fereydoon Abbasi dödades också.

## Reaktioner

### Iran
Talesmannen för Irans väpnade styrkor, Abolfazl Shekarchi, lovade att hämnas på USA och Israel.
Irans högste ledare Ali Khamenei sade i ett uttalande: "Den stora nationen Iran! Den sionistiska regimen [Israel] öppnade i gryningen idag sin smutsiga och blodiga hand för ett brott i vårt älskade land och avslöjade sin onda natur mer än någonsin genom att slå till mot bostadsområden. Regimen kan förvänta sig stränga straff. Den Islamiska republikens väpnade styrkors mäktiga hand kommer inte att överge honom, om Gud vill. Flera befälhavare och vetenskapsmän blev martyrer i fiendens attacker. Deras efterträdare och kollegor kommer omedelbart att återuppta sina uppgifter, om Gud vill. Med detta brott förberedde den sionistiska regimen ett bittert och smärtsamt öde för sig själv, och den kommer definitivt att få det."

### Israel
Israels premiärminister Benjamin Netanyahu sade i en TV-intervju: "Vi befinner oss vid ett avgörande ögonblick i Israels historia." Han tillade också: "Vi försvarar den fria världen från den terrorism och det barbari som Iran främjar och exporterar över hela världen."
Israel beslutade också att stänga ner alla sina ambassader i hela världen.

### USA
USA:s president Donald Trump sade: "Det har redan förekommit stor död och förstörelse, men det finns fortfarande tid att få ett slut på denna slakt, där nästa redan planerade attack kommer att bli ännu mer brutal". Han tillade också: "Iran måste sluta ett avtal innan det inte finns något kvar, och rädda det som en gång var känt som det Iranska imperiet."
Trump skrev även på sin plattform Truth Social: "För två månader sedan gav jag Iran ett ultimatum på 60 dagar att "göra en överenskommelse." De borde ha gjort det! Idag är det dag 61. Jag sa åt dem vad de skulle göra, men de kunde helt enkelt inte ta sig dit. Nu har de kanske en andra chans!"